# Сорокин, Лев Леонидович
Лев Леонидович Сорокин — советский писатель, поэт.

## Биография
Родился в 1928 году в Миассе. Член КПСС.
Образование высшее — окончил Литературный институт имени А. М. Горького (1956).
В 1958—1988 гг. — ответственный секретарь, председатель правления Свердловского отделения СП СССР.
Член правления СП РСФСР, член Центральной ревизионной комиссии СП СССР, член правления СП СССР, секретарь правления СП РСФСР.
Делегат 2-8-го съездов писателей СССР.
Делегат XXVI съезда КПСС.
Умер в Свердловске 17 мая 1991 года. Похоронен на Широкореченском кладбище.

## Сочинения
- Сорокин, Л. Второе дыхание. — Свердловск, 1966. — 94 с.
- Сорокин, Л. Годы любви : стихи. — Свердловск, 1981. — 127 с.
- Сорокин, Л. Зарницы памяти. — Свердловск, 1984. — 143 с.
- Сорокин, Л. Зимняя молния : стихи. — Свердловск, 1988. — 368 с.
- Сорокин, Л. Пушица : книга стихов. — Москва, 1979. — 109 с. — (Новинки Современника).
- Сорокин, Л. Рябиновые зори : избранная лирика. — Свердловск, 1978. — 304 с.

Также автор поэтических сборников «Границы остаются позади» (1960), «Мой компас — сердце» (1962), «Солнце и снег» (1966), «Северное сияние» (1972), «Пушица» (1979), «Автограф» (1979), «Годы любви» (1981), «Зарницы памяти» (1984), «Зимняя молния» (1988).
Стихи поэта публиковались в журналах «Огонек», «Нева», «Звезда», «Смена», «Урал», «Уральский следопыт». Многие стихи переведены на языки народов России, СССР: татарский, удмуртский, азербайджанский, украинский, узбекский. И самим Львом Сорокиным переведено много стихотворений с литовского, украинского, азербайджанского, узбекского, туркменского, башкирского, бурятского, ненецкого языков.
Автор рассказов, очерков, повестей «Школьные годы» (1980), статей.
Песни на стихи Льва Сорокина исполнялись по центральному телевидению и всесоюзному радио, звучали в спектаклях.